# Nordijska kombinacija na Zimskih olimpijskih igrah 1972
Nordijska kombinacija na Zimskih olimpijskih igrah 1972.

## Rezultati
| Poz    | Tekmovalec       | Rezultat |
| ------ | ---------------- | -------- |
| Zlato  | Ulrich Wehling   | 413,340  |
| Srebro | Rauno Miettinen  | 405,505  |
| Bron   | Karl-Heinz Luck  | 398,800  |
| 4      | Erkki Kilpinen   | 391,845  |
| 5      | Judži Kacuro     | 390,200  |
| 6      | Tomáš Kučera     | 387,935  |
| 7      | Aleksander Nosov | 387,730  |
| 8      | Kåre Olav-Berg   | 384,800  |